# Lékořice uralská
Lékořice uralská (Glycyrrhiza uralensis) je vytrvalá, léčivá rostlina, velmi podobná vzhledem i léčivými vlastnostmi lékořici lysé rostoucí v české přírodě. Je to druh z asi dvacetičetného rodu lékořice, rostoucí hlavně v západoasijském mírném podnebném pásmu.
Její kořen, tzv. „radix glycyrrhizae“, patří k základním léčivým bylinám v tradiční čínské medicíně. Typickou sladkou chuť dává kořeni saponin glycyrrhizin, který je téměř padesátkrát sladší než klasický cukr.

## Rozšíření
Původní areál této byliny je široký, jeho západní hranice probíhá pohořím Ural a severovýchodem evropského Ruska. Východním směrem se areál rozvinuje přes západní oblasti Sibiře až po její východ, po (Altaj, Krasnojarsk, Irkutsko, Burjatsko, Tuvu, Zabajkalí). Dále zabírá i část Střední Asie (Kazachstán, Kyrgyzstán, Tádžikistán), Mongolsko, severní oblasti Číny (Sin-ťiang, Vnitřní Mongolsko, Čching-chaj a území bývalého Mandžuska) a na jihu sahá až po sever Pákistánu na Indickém subkontinentu.
Druhotně byla rostlina pro své léčebné účinky zavlečena i na Korejský poloostrov.

## Ekologie
Lékořice uralská roste nejčastěji v písčitých půdách, ve stepích, na suchých březích řek a jezer nebo na loukách či pastvinách, které mohou být i zasolené. Vyskytuje se také v horských roklinách, různých proláklinách i podél jejich svahů, stejně jako ve stepních polopouštích. Má dlouhý, hluboko sahající kořen, který nachází vodu i ve velké hloubce. Obvykle roste v nadmořské výšce od 400 po 2700 m n. m. Rostlina je odolná vůči mrazu do −15 °C, nesnáší příliš teplé klima a proto se v teplých oblastech vyskytuje ve vyšších výškách.
Tento druh má, jako většina bobovitých rostlin, symbiotický vztah s určitými půdními bakteriemi, které se usazují na kořenech a fixují atmosférický dusík. Část tohoto dusíku je využívána rostoucí rostlinou a část může posloužit i jinými rostlinám rostoucím poblíž. Bylina obvykle vykvétá v červnu až srpnu a plody dozrávají od srpna do října. Ploidie druhu je 2n = 16.
Protože se častým sběrem z přírody pomalu vytrácí, bývá pěstována pro kvalitní kořen na speciálních plantážích, které jsou zakládány na výživné písčité půdě a v místech s hojnou vzdušnou vlhkostí. Aby rostlina vložila co nejvíce energie do růstu kořene, brání se jí v založení květů vylamováním zárodků květenství.

## Popis
Vytrvalá bylina s lodyhou 30 až 60, ojediněle až 100 cm vysokou, která vyrůstá z hrubého, dřevnatého, hluboko sahajícího kořene se silně rozvětvenými, plazivými oddenky. Lodyha je přímá nebo větvená, bývá lysá či s jemnými chloupky a střídavě porůstá složenými, lichozpeřenými listy se záhy opadajícími, drobnými palisty. List je dlouhý 8 až 14 cm a na jeho vřetenu vyrůstá šest až osm párů eliptických až obvejčitých lístků. Lístky jsou 16 až 42 mm dlouhé a 8 až 18 mm široké, po obvodě celistvé, oboustranně jsou slabě chlupaté a mají pravidelně zpeřenou žilnatinu. Za teplého počasí nebo po rozemnutí vydávají příjemné aroma. S nástupem zimy lodyhy i listy usychají.
Květy jsou 14 až 23 mm dlouhé, fialové, bílé nebo žluté a vytvářejí hroznovitá, patnácti až třicetikvětá květenství vyrůstající z paždí listů. Květenství jsou kratší než listy. Pětičetný, oboupohlavný, slabě dvoupyský květ s drobnými nažloutlými listeny má pětizubý zvonkovitý kalich asi 10 mm dlouhý, který je hustě chlupatý, má lístky u báze nafouklé a horní dva mívá ve vrchní části srostlé. Pyskatá, zvonkovitá koruna je bledě fialová, bílá nebo nažloutlá, asi 12 mm dlouhá, její pavéza je vejčitá, tupá křídla jsou kratší než pavéza a krátký člunek tvořený dvěma lístky je přímý. V květu je srostlých deset dvoubratrých tyčinek (9+1) zakončených nestejnými prašníky s pylem. Přisedlý semeník s až deseti vajíčky je hustě žláznatě chlupatý a nese vřetenovitou čnělku zakončenou kulovitou bliznou. Květy jsou opylovány létajícím hmyzem.
Plod je svěšený, chlupatý, mírně zaškrcovaný, nepukavý lusk zakřivený do prstence a na vrcholu zúžený v zobánek. Obsahuje tři až osm semen, která jsou hladká, zelená, asi 3 mm velká, ledvinovitá nebo okrouhlá.
Rostlina se přirozeně rozmnožuje do široka se rozrůstajícími oddenky, dobře zakořeněnou rostlinu lze ze stanoviště jen stěží zcela odstranit. Pro získání většího počtu jedinců ji lze množit semeny, která se vysévají na jaře nebo na podzim do skleníku. Semenáče rostou pomalu a do volné půdy se vysazují až dalším rokem. Bylina se může také rozmnožovat rozdělením kořene nebo oddenků, každý oddělek ale musí mít zřetelný pupen.

## Význam
Kořeny i lodyhy jsou důležitou součásti čínské tradiční medicíny. Kořeny se sbírají na jaře nebo na podzim a po umytí se suší na slunci. Obsahují obdobné látky jako lékořice lysá a výtažek získaný z kořenů obsahuje cukry, flavonoidy, fytoestrogeny, pryskyřice, škroby a saponiny. Droga je základem pro léky, které díky expektoračním vlastnostem zmírňují průběh respiračních chorob, léčí hlavně kašel a podobné neduhy. Výtažky z rostliny se dále používají v potravinářství při výrobě sladkostí, piva, čaje, k výrobě inkoustu, vodových barev a kapalin pro plnění hasicích přístrojů. Slouží také v kosmetice, kde bývají součásti šamponů posilujících vlasy.
Kořeny lékořice lysé i lékořice uralské jsou také v japonském lékopisu, obě rostliny obsahují obdobné látky a jsou používané jako sladidlo i tradiční lék. Extrakt z nich obsahuje mnoho složek a má antispasmodické, antitusické, protivředové a protizánětlivé účinky a tlumí nepříznivé účinky mnoha jiných složek obsažených v lécích. Účinné látky v kořenech jsou hlavně triterpenové glykosidy (hlavně glycyrrhizin), chalkony (isoliquiritigenin a isoliquiritin) a flavanony (liquiritigenin a liquiritin). Samotný glycyrrhizin je glykosid kyseliny glycyrrhetinové a je sladkou i bioaktivní sloučeninou, která vykazuje hepatoprotektivní vlastnosti. Jeho nadužívání může ale vyvolat slabost, bolest hlavy, rozmazané vidění, krvácení z nosu, úzkost nebo dušnost. Při porovnávání obsahů chemických látek v kořenech obou druhů bylo zjištěno, že v lékořici uralské je oproti lékořici lysé obsah isoliquiritinu, liquiritigeninu a liquiritinu výrazně vyšší.